# CCTV-14
O CCTV-14 é um canal de televisão gratuito na China que foi lançado em 28 de dezembro de 2003 e pertence à China Central Television . Ele exibe séries animadas, bem como programas infantis e outros programas voltados para jovens.
Antes de seu lançamento, os programas infantis de CFTV eram transmitidos no CCTV-7.

## História
As transmissões de teste do canal foram iniciadas em 8 de dezembro de 2003. Sua primeira transmissão foi realizada em 10 de dezembro de 2003, com uma duração de 16 horas. O CCTV-14 foi formalmente lançado em 28 de dezembro de 2003 como CCTV-Children e foi separado do CCTV-7. A partir de 1 de janeiro de 2011, o canal foi renomeado como CCTV-14.
A partir de 2013, o CCTV-14 realizou a Gala de Ano Novo do CCTV .
Em agosto de 2019, o canal produziu uma versão adaptada de The Selfish Giant, intitulada The Giants Garden, um fenômeno musical ao vivo com um elenco de quase 300 dos principais atores infantis de Xangai. Foi apresentado em inglês em vez de mandarim e transmitido para toda a República Popular da China. O show foi recebido com elogios,     e auxiliou na instalação de uma tradição anual do canal produzindo um musical a ser transmitido inteiramente em inglês com música original.

## Programas
Gala de Ano Novo do CCTV ( televisão ao vivo no último dia do mês passado com transmissão simultânea no CCTV-1, CCTV-3, CCTV-4, CCTV-7 e CCTV-4k (UHD) )